# Li Qian (polska tenisistka stołowa)

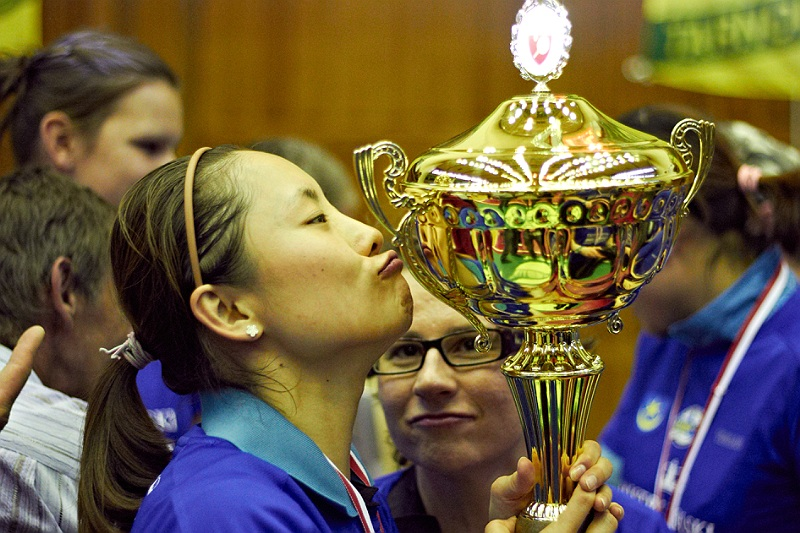
Li Qian z Pucharem Drużynowego Mistrza Polski Kobiet w tenisie stołowym, zdobytym przez KTS Tarnobrzeg w sezonie 2011/12.

Li Qian (chiń. 李倩, wym. [lì tɕʰiɑn]; ur. 30 lipca 1986 w Baoding, w prowincji Hebei) – polsko-chińska tenisistka stołowa, reprezentantka Polski, złota, srebrna i brązowa medalistka mistrzostw Europy, indywidualna mistrzyni Polski (2017). Była pierwszą polską tenisistką stołową, która wywalczyła prawo do gry na igrzyskach olimpijskich (Pekin 2008).
Członkini kadry narodowej i olimpijskiej kobiet w tenisie stołowym w Polsce od 2007.

## Kariera
W 2005 roku za sprawą Zbigniewa Nęcka, trenera tenisistek stołowych KTS Tarnobrzeg, została zawodniczką tego klubu, w barwach którego występuje obecnie.
28 października 2007 roku otrzymała polskie obywatelstwo.
Największy sukces osiągnęła na początku lutego 2009, wygrywając prestiżowy turniej Europa Top 12 w Düsseldorfie. W finale pokonała Li Jie z Holandii 4:1. Rok później, przegrała w finale z reprezentantką Holandii Li Jiao 3:4.
W sezonie 2013/2014 z przyczyn osobistych nie występowała w rozgrywkach.
Na Mistrzostwach Europy 2018 wywalczyła złoty medal w grze pojedynczej.
Zajmuje 32. miejsce w światowym, 8. w europejskim i 1. w narodowym rankingu ITTF (stan na Grudzień 2018).

## Życie prywatne
W 2010 roku wzięła ślub z Tian Zichao, trenerem belgijskiej drużyny młodzieżowej tenisa stołowego. 18 marca 2014 roku urodziła syna Williama.

## Osiągnięcia
- złoty medal Mistrzostw Europy indywidualnie w 2018
- Zakwalifikowanie się na Igrzyska Olimpijskie w Pekinie (2008)[4] i Londynie (2012)[5].
- brązowy medal Mistrzostw Świata Suzhou 2015 (Chiny) w grze podwójnej (z holenderką Li Jie)
- 2. miejsce w turnieju Europa Top 12 w 2010
- 1. miejsce w turnieju ITTF Pro Tour Velenje w 2010
- 1. miejsce w turnieju Europa Top 12 w 2009
- srebrny medal Mistrzostw Europy drużynowo w 2009
- brązowy medal Mistrzostw Europy drużynowo w 2010 i 2019
- brązowy medal Mistrzostw Europy indywidualnie w 2011
- indywidualna mistrzyni Polski: 2009, 2011, 2012, 2016, 2017
- 1. miejsce w turnieju Erke Austria Open z cyklu ITTF Pro Tour w 2008
- 1. miejsce w turnieju Salzburg Open z cyklu ITTF Pro Tour w 2008
- 3. miejsce w turnieju ITTF Pro Tour Mińsk w 2008
- 1. miejsce w Drużynowych Mistrzostwach Polski z drużyną KTS Tarnobrzeg w 2007, 2008, 2009, 2010, 2011, 2012
- 2. miejsce w turnieju Europa Top 12 w 2008 (przegrała w finale z Li Jiao)
- 3. miejsce w turnieju Slovenian Open z cyklu ITTF Pro Tour w 2008
- 2. miejsce w Pro Tour Grand Finals (Pekin) w kategorii U-21 w 2007
- 2. miejsce w turnieju U-21 Swedish Open w 2007
- 1. miejsce w turnieju U-21 German Open  w 2007
- 2. miejsce w turnieju U-21 Korea Open w 2007
- 1. miejsce w turnieju U-21 St. Petersburg Open 2007
- 2. miejsce w turnieju U-21 Austrian Open w 2007
- 1. miejsce w turnieju U-21 French Open w 2007
- 1. miejsce w turnieju U-21 German Open w 2006
- 1. miejsce w Pro Tour Polish Open w 2006